# Dendrophthora stricta
Dendrophthora stricta là một loài thực vật có hoa trong họ Santalaceae. Loài này được Rusby mô tả khoa học đầu tiên năm 1920.